# 阴一刚
阴一刚（1908年—1994年6月17日），男，直隶（今河北）容城人，中华人民共和国政治人物，曾任中共河北省委党校校长、书记，河北省政协副主席。